# Reserva Florestal Natural Parcial do Planalto dos Graminhais
A Reserva Florestal Natural Parcial do Planalto dos Graminhais criada pela Portaria Nº 9/1991 de 19 de Fevereiro, localiza-se no Planalto dos Graminhais, concelho do Nordeste, na ilha açoriana de São Miguel, foi criada em conjunto com a Reserva Florestal Natural Parcial do Pico da Vara, dada a grande variedade de flora endémica da Macaronésia e também tendo como função delimitar uma área de protecção ao Priolo dado o extremo perigo de extinção em que este pássaro se encontrava e que agora se encontra em recuperação.
Esta Reserva ocupa uma vasta área e tem como elevações mais altas nas suas proximidades o Pico da Vara, o Pico Sebastião Alves, a Lomba da Salga e o Pico Verde.